# 群馬大学病院腹腔鏡手術後8人死亡事故
群馬大学病院腹腔鏡手術後8人死亡事故（ぐんまだいがくびょういんふくくうきょうしゅじゅつご8にんしぼうじこ）とは、群馬県前橋市の群馬大学医学部附属病院で2010年から2014年の間に、腹腔鏡による肝臓切除手術を受けた患者8人が相次いで死亡した事故。

## 概要
2010年から2014年に渡って、群馬大学医学部附属病院(群馬大学病院)の第二外科（消化器外科）で行われた腹腔鏡を用いた肝臓切除手術において、術後、相次いで8人の患者が死亡していた。2014年11月14日、病院で院内調査が行われている旨の新聞報道があり、病院側は予定を早めて当日、事故を公表、謝罪をした。
8人を執刀したのはいずれも同じ医師で、全員が術後4か月未満に肝不全などで死亡した。現在は標準治療である腹腔鏡手術も当時は普及し始めたばかりで保険適用外であったが、開腹せずに小さな穴を腹部に開けて行うため、患者の肉体的負担が軽く回復が早いと注目されていた。一方で、操作が困難で肝臓などの複雑な臓器に対して行う場合は経験豊かな医師の支援が必要だとする意見もあった。他にこの医師が行った開腹手術でも別に患者10人が術後に死亡していることが判明した。期間や臓器を広げると、さらに多くの手術死が同じ医師により2007年から起きていた。
同大学病院は2015年2月の内部の調査委員会報告書において、術前評価が不十分で過剰侵襲から予後を悪化させた、腹腔鏡手術8例全てのケースで医師の過失があったとして医師個人の過失に帰した。医師からは慢性的な医師不足から手術数を限界近く課せられ病院側の労務管理にも問題があったとの反論が上申書でなされた。
2015年8月、医師や他病院での事故経験者遺族等の外部メンバーによる調査委員会が発足、二つの外科が同じ分野を担当し手術数を競い合っていたことが判明、2016年7月の報告書で、体制不十分にもかかわらず手術数増を院是としたこと、第二外科は孤立し連日深夜勤務が続き、カルテ記載や患者説明が不十分になる悪循環に陥っていて、病院のガバナンスに不備があったことが原因とされた。なお、この委員会に別病院での事故経験者遺族として参加した勝村久司氏は、医療事故で子を亡くし9年に及ぶ医療裁判を行い、その経験から国に働きかけて自分の受けた治療・投薬のレセプトを患者が受けとれるよう実現させた人物である。
河北新報は、1面コラム「河北春秋」で貝原益軒の養生訓から「医を学ぶ者、もし生まれつき鈍にして、その才なくんばみづから知りて早くやめて、医となるべからず」を引き、にわかには信じがたい事故であると非難した。内部調査委員7名を主体とした調査報告は、『医療安全を学んだことがない人による、責任追及型の事故調査をした典型的な失敗例』とする指摘がある。
執刀医は懲戒解雇、上司の教授は諭旨解雇となり、病院は遺族に賠償金を払うことに合意、医療安全の改善に努めることを約した。この事件により、群馬大学医学部附属病院は2015年6月1日に特定機能病院指定を取り消された。
なお、問題の第二外科の医師らは、開腹手術と遜色ないものになりうる、合併症も特に多くないと考える（なお、合併症による死者も同病院で出ている、）と論文投稿をしていたが、事態発覚の2週間後これを撤回、その理由を保険適用外の手術につき倫理委員会の審査を受けていなかったためとしている。日本肝胆膵外科学会は第二外科のそれまでの他の論文を再調査したところ、手術時間・出血量等の具体的数字を書いていないばかりか、死亡者の有無すら書かれていなかった。
病院はあらたに外部から教授を責任者として招き、二つの外科を統合、カルテなどの記録保存の徹底、事故可能性のあった事項の積極報告、死亡事例の委員会メンバー全員によるチェック体制構築に取り組んだ。事故調査委員であった勝村氏からは指摘事項のうちの患者参加が進んでいないとの指摘がなされ、2018年6月患者参加型の医療推進委員会が開かれる。ここでの事故遺族の要望に端を発し、2019年8月入院患者が自分の医療カルテを閲覧できるシステムがスタートした。さらに現在ではインフォームドコンセントの向上に取り組んでいる。病院敷地内には「誓いの碑」が設けられ、そこには平成十九年から平成二十六年にかけて死亡事故が続いたとされ、事故を風化させず医療の質・安全を向上させるために最善を尽くすことを誓うとの言葉が記されている。

## 関連図書
- 高梨ゆき子『大学病院の奈落』講談社 2017年8月 ISBN 978-4062207584